# سيلينة شبكية
السيلينة الشبكية (باللاتينية: Silene capitellata) نوع نباتي يتبع جنس السيلينة من الفصيلة القرنفلية.

## الموئل والانتشار
موطنها بلاد الشام وتركيا.